# Elektrificering af jernbanen i Danmark
Elektrificeringen af jernbanen i Danmark indebærer, at en jernbanestrækning kan betjenes af eltog foruden dieseltog. I Danmark er S-banen, Kystbanen, Øresundsbanen, Sydbanen (indtil Vordingborg) og strækningen fra København via Odense og Fredericia til hhv. Esbjerg, Padborg og Sønderborg elektrificeret.
I Aarhus er Aarhus Nærbane mod Grenå og Odder elektrificeret i forbindelse med omdannelsen til Aarhus Letbane.
Den 14. januar 2014 vedtog Dansk Folkeparti, Enhedslisten og daværende regering, Helle Thorning-Schmidt I, forliget Togfonden DK, som blandt andet indebærer, at den resterende del af den danske jernbanes hovednet elektrificeres. . Modsat tidligere tiders politiske hensigtserklæringer, indeholder Togfonden DK finansiering ved at harmonisere beskatningen på at udvinde råolie i Nordsøen og dermed øge beskatningen af nogle af olieselskaberne.  
Elektrificering af nordvestbanen
I 2021 blev elektrificeringen færdig til Holbæk Station på nordvestbanen, dog blev immuniseringen af nuværende signaler droppet, derfor kan der ikke køres el-tog til Holbæk indtil december 2024 når K25 træder i kraft. 

## Baggrund for elektrificering
Elektrificering muliggør elektrisk drift frem for f.eks. drift baseret på dieselolie. Elektrificering medfører store investeringer, men giver lavere driftsomkostninger, da fremdrift, vedligeholdelse og værkstedsaktiviteter er billigere. Herudover bliver støjniveauet mindre ved lave hastigheder. Endelig kan togene opnå en højere gennemsnitshastighed, da både acceleration og tophastighed er højere for elektriske tog end for dieseldrevne tog.

## Gennemførelse af elektrificering
Elektrificering kræver, at der leveres strøm til togene. Dette kan ske gennem køreledninger over skinnerne. Disse skal bæres af master, hvilket kræver plads omkring skinnerne. Derfor kan der være behov for, at broer skal hæves, og arealer ekspropieres. Alternativt kan strømmen tilføres gennem en såkaldt tredjeskinne langs med sporene. En sådan kræver betydelig mindre plads, men til gengæld er der betydelig større risiko for, at personer kan komme i kontakt med strømmen.
De store mængder strøm kan påvirke elektriske anlæg i nærheden, som derfor skal immuniseres. Dette gælder f.eks. signaler. Desuden skal der sikres mod, at folk forsætligt eller ved uheld kan komme i kontakt med strømmen, der normalt er af livsfarlig styrke.

## Elektrificering af S-tog i Danmark
Den danske Elektricificeringskommision anbefalede eldrift, i 1915, mellem Hovedbanegården og Østerport Station medens der i 1929 blev fremsat lovforslag om etablering af elektrisk S-bane i København.
Første elektrificering af tog i Danmark var på nærbanenettet omkring København, som blev navngivet S-tog. Første strækning, som blev elektrificeret, var Frederiksberg-Vanløse-Hellerup-Klampenborg, som blevet taget i brug 3. april 1934. Det meste af strækningen var allerede forberedt til det. Kun en del af strækningen fra stationen Godthåbsvej (nu Grøndal) til Vanløse var nybygget. Indtil køreplansskiftet den 15. maj kørte togene tilpasset efter de gamle motortog. Ved køreplansskiftet den 15. maj 1934 blev strækningen Hellerup-København H åbnet for el- og S-togs-drift. Derefter var som regel en udbygning af strækninger samtidig med elektrificering. De store rene elektrificeringer derefter var Hellerup-Holte i 1935, Holte-Hillerød i 1968 og Ballerup-Frederikssund i 1989.
S-banenettet er elektrificeret med 1.650 V jævnstrøm.

## Elektrificering af fjernbaner i Danmark

### Forhistorie
Elektrificering af fjernbanenettet blev behandlet i Traktionsudvalget under Akademiet for de Tekniske Videnskaber arbejdet i årene 1951 til 1956. Dog blev resultatet af udvalgets arbejde at DSB anskaffede diesellokomotiver i stedet, da det krævede mindre investeringer. Men efter den første energikrise i 1970'erne blev tiden moden til at genoptage projektet, da trafikken var steget, og man ville være mere uafhængig ved valg af energiformer og ønske om højere strækningshastighed.

### Igangsættelsen
Elektrificering af fjernbanerne blev vedtaget ved lov af 23. maj 1979, hvor Folketinget besluttede, at DSB's hovedstrækninger skulle elektrificeres, og det skulle ske med køreledning strømsystemet 25.000 V 50 Hz vekselstrøm. Dette system valgtes, da det var det teknisk bedste, til trods for at Tyskland og Sverige har 15.000 V 16,7 Hz (som kræver omformningsanlæg).
Loven gav mulighed for at elektrificere strækningen Helsingør-København og videre til Korsør, Kalundborg, Gedser, Rødby, samt Roskilde-Køge-Næstved øst for Storebælt. På Fyn og i Jylland fra Nyborg til Padborg, Esbjerg og Frederikshavn.
Projektet startede elektrificering af strækningen Helsingør-København H, og projektet forsatte trinvis til Roskilde, Ringsted og Slagelse. Da Storebæltsforbindelsen blev vedtaget, blev projektet standset foran Korsør Station. Men da åbningen af forbindelsen trak ud, blev de spor, som var nødvendige for at der kunne føres regionaltog ind til stationen, forsynet med køreledninger. På Fyn skulle i første omgang elektrificeres indtil Odense, men senere blev det besluttet, at der skulle opsættes køreledninger indtil Padborg med afstikkere til Fredericia og Sønderborg. I København blev Godsbanegården og strækningen dertil elektrificeret.

### Elektrificeringsprojektet standses
Efter dette blev hele elektrificeringsprojektet endeligt standset i 2001. Det blev dengang vurderet, at den moderne motorteknologi, som anvendtes i fx IC3, nu kunne måle sig med el-drift både økonomisk, drift- og miljømæssigt. Det ville derfor angiveligt kun være en omkostning at anlægge og vedligeholde køreledningsanlægget. Dette var også baggrunden for valget af det dieseldrevne IC4-tog, der ikke er afhængig af, om strækningerne er blevet elektrificeret.
Siden var det kun den nybyggede Øresundsforbindelse, som blev forsynet med køreledninger.

### Fremtiden - elektrificeringens renæssance
I modsætning til IC3 blev IC4 mere eller mindre et regulært mareridt for DSB og skiftende Transportministre op gennem 2000'erne og start 2010'erne. Efterhånden som folketingspolitikernes tålmodighed løb ud, blev det overvejet at genoptage elektrificeringen af jernbanens hovednet.
I januar 2009 blev der med en bred politisk aftale dannet grundlag for på sigt at genoptage elektrificeringen. I aftalen, der blev indgået mellem alle Folketingets partier med undtagelse af Enhedslisten, står der således:
Parterne er enige om, at målet er, at jernbanen på sigt skal gøres uafhængig af fossile brændstoffer
En del af aftalen var at udarbejde en samlet analyse af yderligere elektrificering, herunder økonomiske konsekvenser, sammenhæng med materialeanskaffelser og en mulig gennemførelsesplan. Det var dog ikke meningen, at elektriciferingen ville blive påbegyndt, før Banedanmarks signaler var udskiftet til et immuniseret systemt omkring 2020.
D. 07.02.2012 besluttede et bredt flertal i Folketinget (S, RV, SF, V, DF, LA og K) at elektrificere strækningen Lunderskov-Esbjerg, så den stod klar til eldrift i 2015. Elektrificeringen blev indviet den 6. august 2017.
Som en del af et finanslovsforlig mellem Enhedslisten og regeringspartierne (Socialdemokraterne, Det Radikale Venstre og Socialistisk Folkeparti) vedtog Folketinget i forbindelse med finansloven 2013 at afsætte 650 mio. kroner til at elektrificere strækningen fra Næstved Station over Køge til den kommende station Køge Nord (ved København-Køge-Ringsted-banen). Elektrificeringen af Køge-Næstved blev afsluttet i marts 2019.
I forbindelse med beslutningen af Femern Bælt-forbindelsen blev det samtidigt besluttet, at strækningen Ringsted-Rødbyhavn skulle elektrificeres sammen med strækningen syd for Femern Bælt. Arbejdet på den danske del er planlagt til at være færdigt i 2029.
Den 14. januar 2014 vedtog regeringen, Dansk Folkeparti og Enhedslisten forliget Togfonden DK, som blandt andet indebærer, at den resterende del af den danske jernbanes hovednet elektrificeres. 
Den 12. juni 2018 gav Folketinget DSB tilladelse til at udsende udbudsmateriale vedrørende 40-56 nye vogne og yderligere 16 el-lokomotiver (ca 8 togstammer). Lokomotiv-udbuddet endte i en ordre på Siemens Vectron, som blev leveret frem til oktober 2022.
Den 5. september 2018 satte DSB en ordre på otte togstammer i udbud. I 2021 vandt spanske Talgo udbuddet. Togstammerne er baseret på Talgo 230 (de)-platformen. De bliver leveret i 2024.
I oktober 2018 prækvalificerede DSB Alstom, Bombardier, Siemens og Stadler til at levere minimum 100 togsæt. I 2021 vandt Alstom kontrakten. Togene skal i drift fra 2027.

## Elektrificering i andre lande
I Sverige og Tyskland er alle hovedstrækninger elektrificeret, og systemet er 15.000 V 16,7 Hz vekselstrøm.
I mange lande har de traditionelle systemer 1.500 V eller 3.000 V jævnstrøm. Mange hovedlinjer har dog fået 25.000 V 50 Hz vekselstrøm, og det er også denne standard EU satser på for højhastihedsstrækninger. Mange tog kan dog køre på forskellige kørestrømssystemer.
Schweiz er det eneste land i Europa, som har elektrificeret alle togstrækninger i landet. Lande som Belgien, Sverige og Holland har over 70% elektrificeret. Mens Italien, Norge, Polen, Tyskland og Frankrig har mellem 50% og 70% elektrificeret.
I USA og Frankrig anvendes elektro-dieseltraktion således, at elektrificeringens fordele kan anvendes på delvist elektrificerede strækninger.